# Колокольня Ивана Великого
Колоко́льня Ива́на Вели́кого (вариант названия — Ива́н Вели́кий; также иногда именуется по названию основного храма — це́рковь Иоа́нна Ле́ствичника, церковь Иoaннa, Списателя Лествицы, что под колоколами) — храм-колокольня в составе архитектурного ансамбля Соборной площади Московского Кремля. 
Построена в 1505—1509 годах по проекту итальянского архитектора Бона Фрязина, в период до 1815 года неоднократно достраивалась, расширялась и перестраивалась. В основании заложен храм святого преподобного Иоанна Лествичника.
Архитектурный ансамбль колокольни состоит из трёх объектов: столпа колокольни «Иван Великий», Успенской звонницы и Филаретовой пристройки. Включает в себя действующий православный храм, выставочный зал музеев Московского Кремля и музей, посвящённый истории архитектурного ансамбля Московского Кремля.

## История

### XIV—XV века
В 1329 году по велению московского князя Ивана Калиты на Боровицком холме была построена церковь типа «иже под колоколы». Она получила имя византийского богослова VI—VII веков Иоанна Лествичника — тезоименного святого князя, автора учения о духовном восхождении и трактата «Лествица». Из сообщений летописи следует, что церковь была построена за три месяца. Это дало учёным повод предположить, что размер храма был небольшим.
По мнению ряда историков, в том числе Ивана Забелина, храм был построен по обету после удачного похода московских войск на Псков, где скрывался тверской князь Александр Михайлович.
Храм Иоанна Лествичника является первым известным исследователям каменным храмом под звоном, первой столпообразной церковью-колокольней и первым храмом, построенным между двумя соборами.
По данным археологических раскопок историка Вольфганга Кавельмахера, форма храма XIV века напоминала более ранние армянские храмы «под колоколы». Здание было восьмигранным снаружи и крестообразным внутри, с полукруглой апсидой в восточной части креста и арками под колокола во втором ярусе. Подобные конструкции сохранились в церквях Спасо-Каменного и Троицкого Болдина монастырей.
Храм имел форму относительно правильного восьмиугольника с полуколонками на углах. «Диаметр по внешним стенам по оси север-юг равнялся 8,5 метрам. Очевидно, длина храма по оси восток-запад была несколько больше, но не превышала 9 метров. Длина промежутка стен между полуколонками колебалась от 310 до 360 сантиметров. Внутреннее пространство церкви без учёта помещения алтаря было невелико и представляло собой пространство примерно 5 на 5 метров. Толщина стен церкви варьировалась в зависимости от конкретного места и могла достигать в максимуме до 150 сантиметров. Что касается высоты постройки, то здесь нет каких-либо определённых данных».
Первый храм Иоанна Лествичника простоял более 170 лет. Известно, что в эпоху княжения Симеона Гордого он был расписан и для него отлили пять колоколов.

### XVI—XVIII века
В 1505 году старая церковь была разобрана. К востоку от неё приглашённый итальянский архитектор Бон Фрязин построил новый храм в честь святого Иоанна Лествичника. Строительство завершилось в 1508 году. Сооружение состояло из трёх восьмигранных ярусов, в нижнем из которых освятили церковь; колокольню 60 метров высотой венчал купол (по другой версии — кирпичный шатёр).
Того же лета [1508 год] свершиша церковь святаго Архангела Михаила на площади и Иоанн святый иже под колоколы и Иоанн святый Предтеча у Боровитских ворот, а мастер церквам Алевиз Новый, а колоколници Бон Фрязин.
Созданная Боном Фрязином постройка оказалась уникальной по своей прочности. Долгое время учёные считали, что фундамент колокольни Ивана Великого доходит в глубину до уровня Москвы-реки. При более детальном исследовании оказалось, что архитектор углубил дубовые сваи всего на глубину 4,3 метра, при этом они были поставлены одна к другой и покрыты сверху белым камнем. Благодаря сохранению подземных вод сваи находятся в воде: это спасло их от гниения. Диаметр площади фундамента составляет 25 метров. Над фундаментом расположен ступенчатый белокаменный стилобат. Толщина стен первого яруса достигает 5 метров.

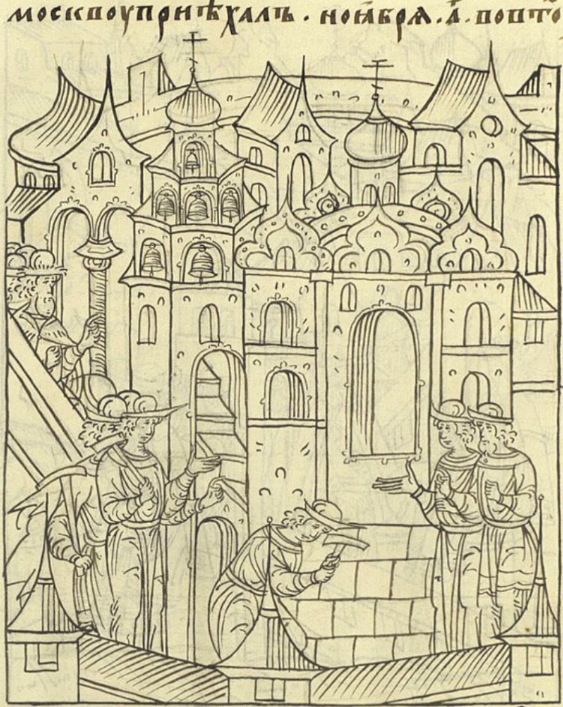
Петрок Малый Фрязин достраивает церковь Воскресения Христова, Лицевой летописный свод, XVI в.

Колокольня Ивана Великого стала примером заимствования итальянской традиции отдельно стоящих колокольных башен — кампанил — в русской архитектуре. Кирпичи, из которых сложены ярусы колокольни, побелены снаружи и внутри. Но так было далеко не всегда. По свидетельствам опричника Генриха фон Штадена, автора книги «Записки о Московии», в эпоху Ивана Грозного колокольня была «красной башней» (возможно, такой цвет ей придавал красный неоштукатуренный кирпич). В то же время московский архитектор XVIII века Иван Мичурин помнил её выкрашенной в белый цвет.
В 1540-е годы по проекту итальянского архитектора Петрока Малого была построена прямоугольная звонница на северной стороне храма. По мнению историка архитектуры, профессора Московского архитектурного института Сергея Подъяпольского, Петрок построил рядом с колокольней не звонницу, а церковь Воскресения Христова. Её строительство завершилось уже после отъезда зодчего из Русского царства в 1552 году. Строительство церкви велось в «стенообразном виде» — ввысь и вширь, что было похоже на звонницы Пскова и Новгорода. По высоте эта одноглавая церковь лишь немного уступала колокольне. Декор её фасадов, расчленённых пилястрами и карнизами, напоминал декор Архангельского собора. Сложное завершение храма наиболее чётко видно на плане «Кремленаград» 1600-х годов: крупные итальянские волюты, килевидные кокошники, шатёр с небольшой главкой. К западной стене храма была пристроена арочная звонница. В 1554—1555 годах сюда со двора боярина Ивана Фёдоровича Мстиславского была перенесён престол церкви Рождества Христова, поэтому и весь храм стал называться Рождественским.
В 1599—1600 годах Борисом Годуновым была задумана постройка в Кремле грандиозного храма Всех Святых, который должен был объединить существовавшие кремлёвские соборы. Построенный Боном Фрязиным столп не соответствовал масштабу планировавшегося сооружения, и царь приказал надстроить колокольню. Надстройка третьего яруса была осуществлена русским зодчим Фёдором Конём. Толщина стен надстроенного яруса была всего в три кирпича. Здание достигло высоты 81 метра и стало самым высоким в Москве, что и определило название «Иван Великий». По завершении строительства глава и крест были ярко позолочены, под ними появилась надпись из позолоченных медных букв:
Изволением святыя Троицы повелением великого государя царя и великого князя Бориса Федоровича

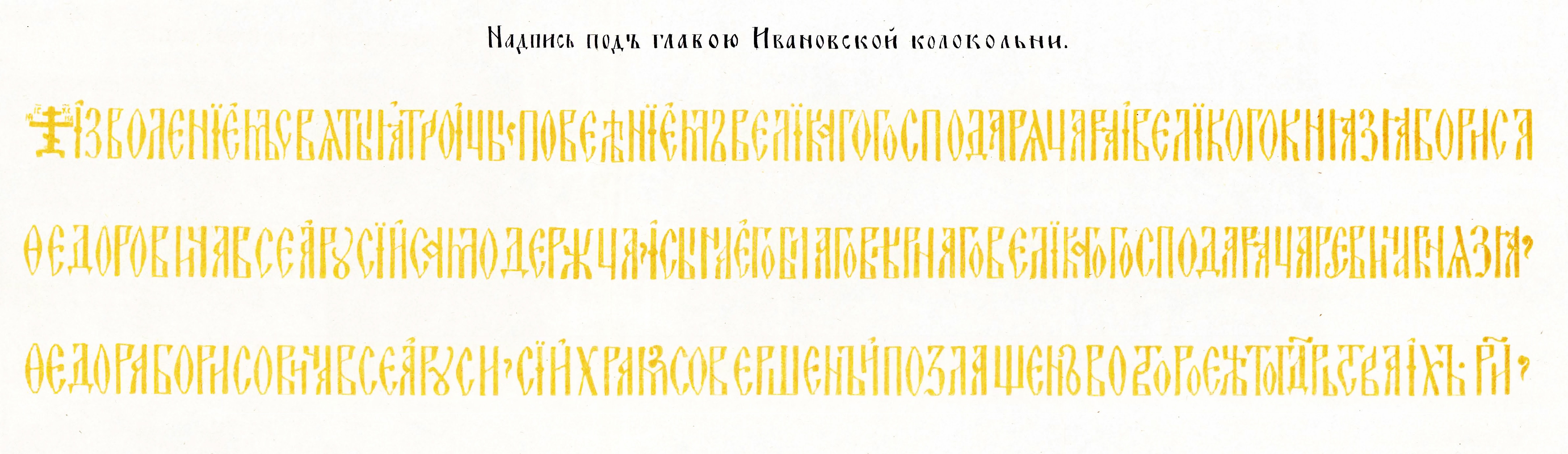
Надпись под главой Ивана Великого.

всея Руси самодержца и сына его благоверного великого государя царевича князя

Федора Борисовича всея Руси сий храм совершен и позлащен во второе лето государства их р҃и҃
.

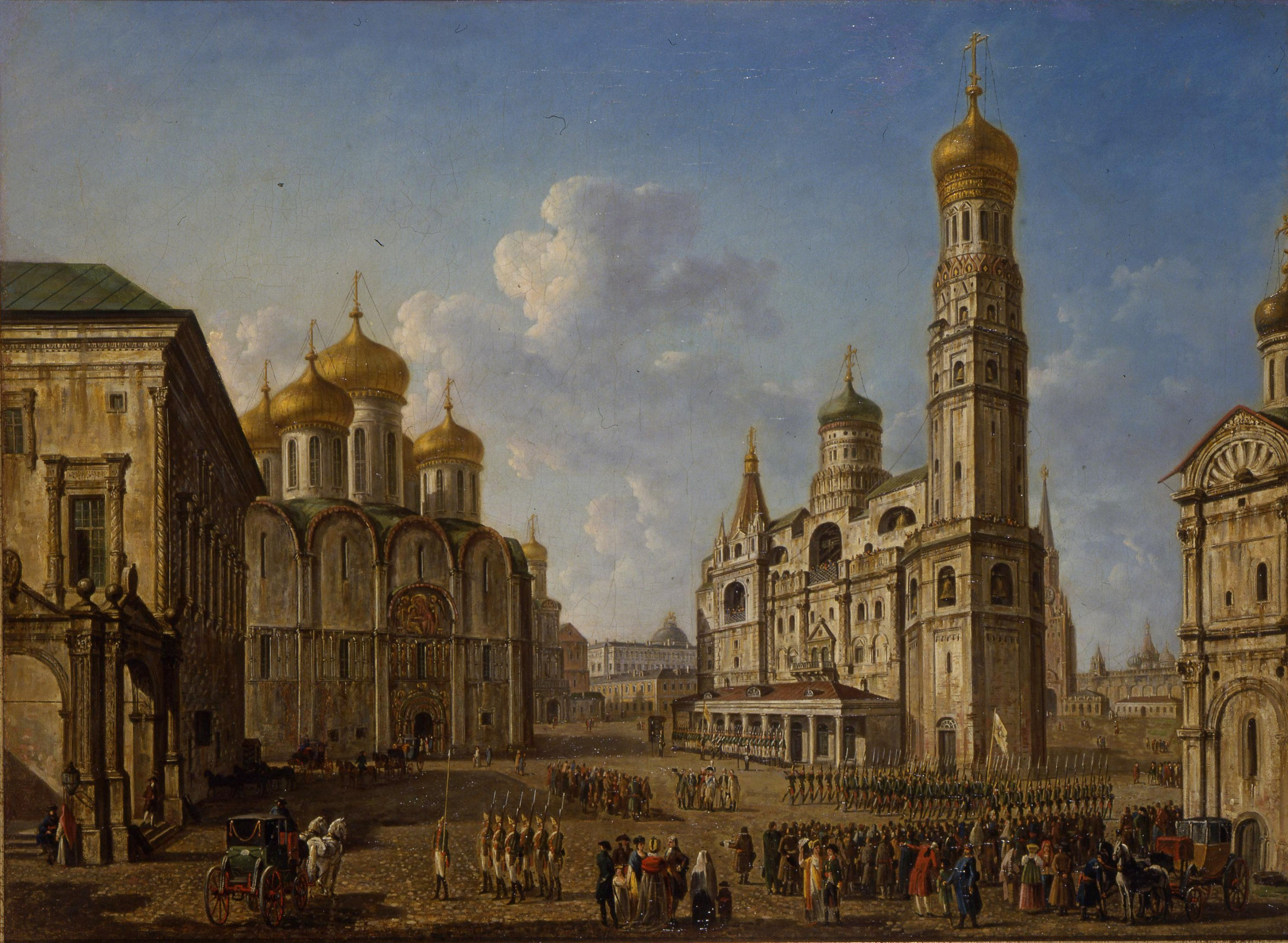
Парад в Московском Кремле. Соборная площадь. Начало XIX века. Картина Ф. Алексеева.

После смерти Бориса Годунова и убийства его сына Фёдора наёмниками Лжедмитрия надпись была замазана штукатуркой и восстановлена только при Петре I. Согласно легенде, в период Смуты в завершении колокольни Лжедмитрий I собирался организовать костёл для придворных Марины Мнишек.
Церковь, простоявшая до середины XVII века, упоминается в свидетельствах иностранцев, побывавших в Москве. О ней писали в воспоминаниях опричник Генрих фон Штаден и немецкий путешественник Адам Олеарий, державший путь в Персию через Москву в 1634 году. Между храмом и колокольней располагался большой колокол. Рядом находилась деревянная звонница с ещё одним огромным колоколом, отлитым в эпоху Бориса Годунова. В XVII веке храм был преобразован в четырёхъярусную звонницу, так как существующие постройки уже не могли вместить все колокола. Стены звонницы были прочными, их толщина составляла около трёх метров. Такая конструкция позволяла разместить на этажах сооружения тяжёлые колокола. Новая церковь была названа Успенской по имени поднятого на неё большого колокола. К концу XVII века в северо-восточной части комплекса были построены также две палаты: большая одностолпная с сенями и стоявшая перед восточным фасадом звонницы маленькая.

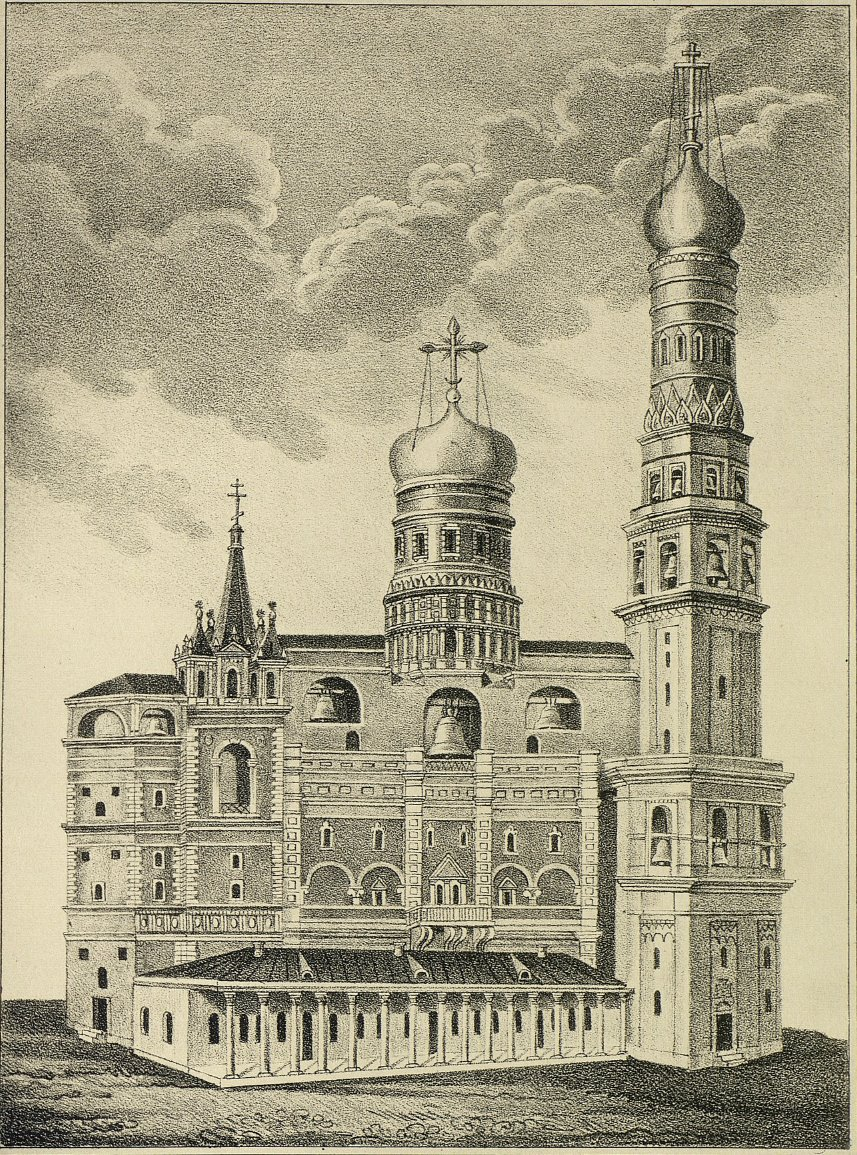
Вид колокольни и звонницы в конце XVIII века (до взрыва французами в 1812). Рисунок 1805 г.

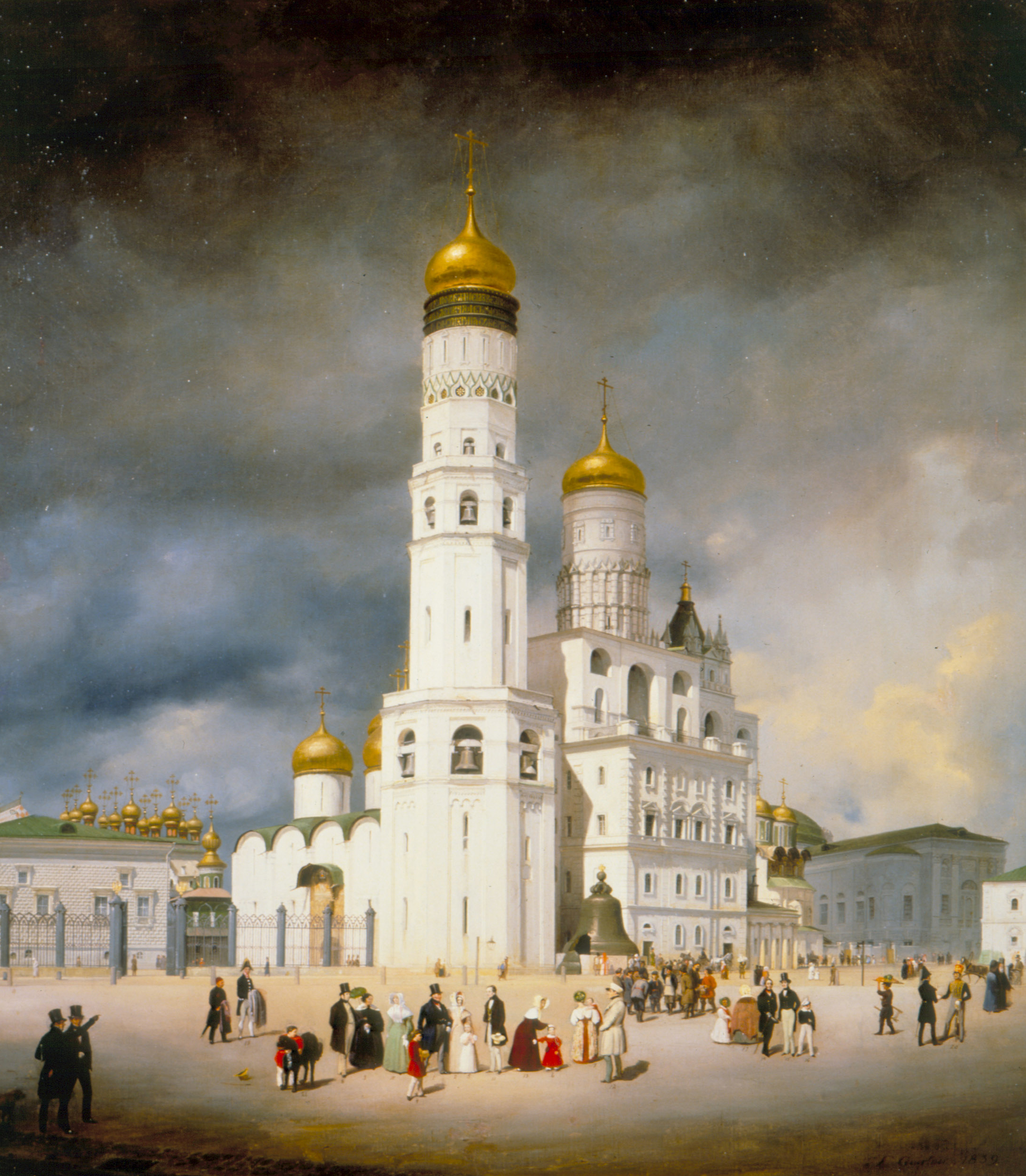
Вид колокольни и звонницы. Картина 1839 года.

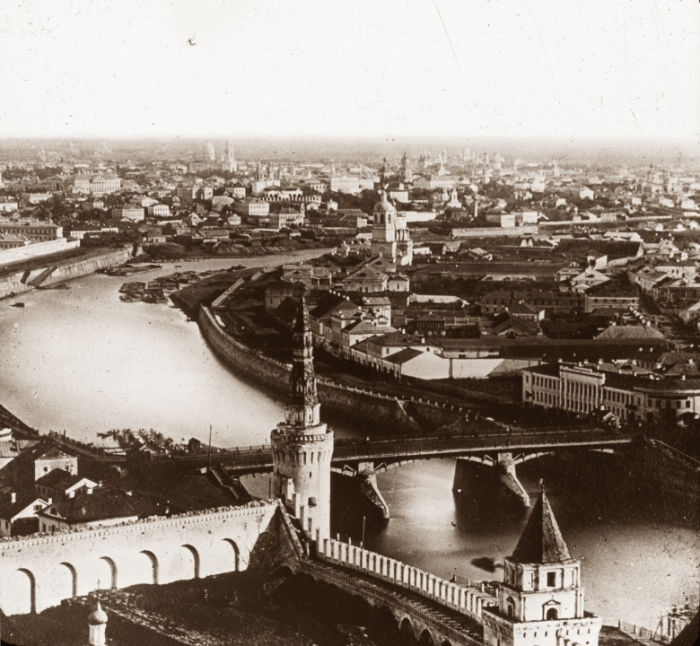
Вид с колокольни на Садовники и Котельники, 1850—1860-е

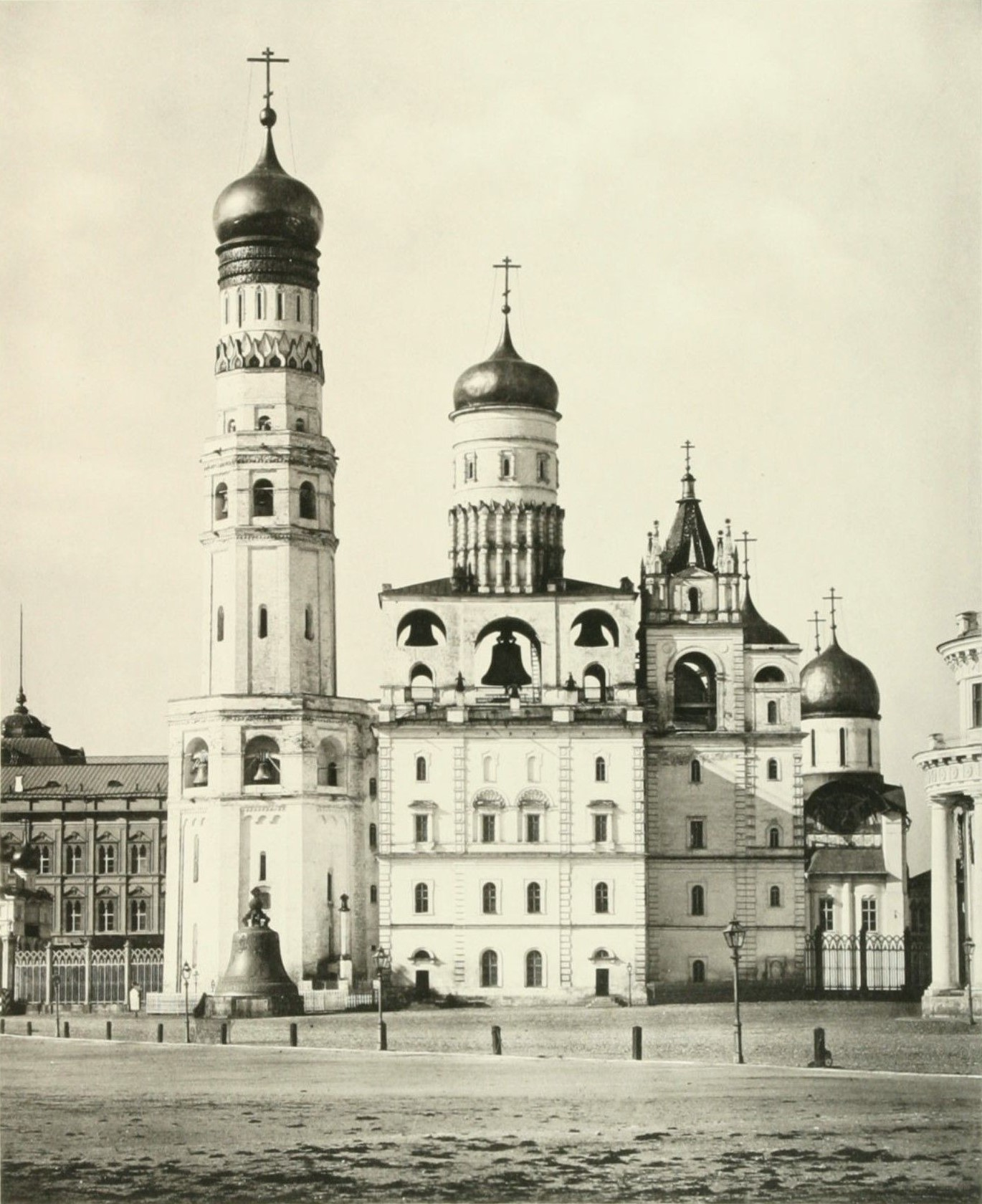
Колокольня Ивана Великого в 1882 году (из альбома Найдёнова Н. А.)

В 1624 году по проекту архитектора Бажена Огурцова была создана Филаретова пристройка. Она получила имя в честь патриарха Филарета, отца первого царя из рода Романовых — Михаила Фёдоровича. Под карнизом пристройки находилась надпись о сооружении здания «по указу Михаила Феодоровича всея Русии самодержца, по благословению и по совету святейшего патриарха Филарета Никитича», которая была утрачена в начале XIX века. Автором шатра Филаретовой пристройки стал английский архитектор Джон Талер, работавший в Русском государстве в эпоху Алексея Михайловича.
Окончательно архитектурный ансамбль колокольни Ивана Великого сформировался к концу XVII века. К этому времени она стала одним из главных символов Москвы. Колокольня использовалась как главная дозорная башня Кремля. С неё открывался вид на город и окрестности, и приближение войск противника к столице можно было увидеть за 30 километров. Высота колокольни была увековечена и в фольклоре: о высоком человеке говорили «вырос детинушка с Ивана Великого». Значимые события — рождение наследника престола, венчание нового государя, военные победы — сопровождались звоном колоколов, который было слышно на всю Москву. Отсюда возникло выражение «во всю Ивановскую» — «громко, во весь голос».
Попытки строительства зданий выше колокольни Ивана Великого долгое время терпели поражение. В 1707 году была построена Меншикова башня высотой 84,3 метра, однако в 1723 году в её шпиль ударила молния, уничтожившая верхнюю часть здания. Впоследствии появилась легенда о якобы существовавшем запрете на строительство колоколен выше «Ивана Великого». О таком указе упоминают некоторые исследователи, но в настоящее время эта гипотеза не подтверждена документально. До строительства в 1860 году Храма Христа Спасителя колокольня продолжала быть самым высоким зданием Москвы.
В 1754 году комплекс зданий колокольни был отремонтирован под руководством Дмитрия Ухтомского. В конце XVIII — начале XIX века у западного фасада звонницы по проекту Матвея Казакова было построено одноэтажное здание кордегардий с галереей.

### XIX век

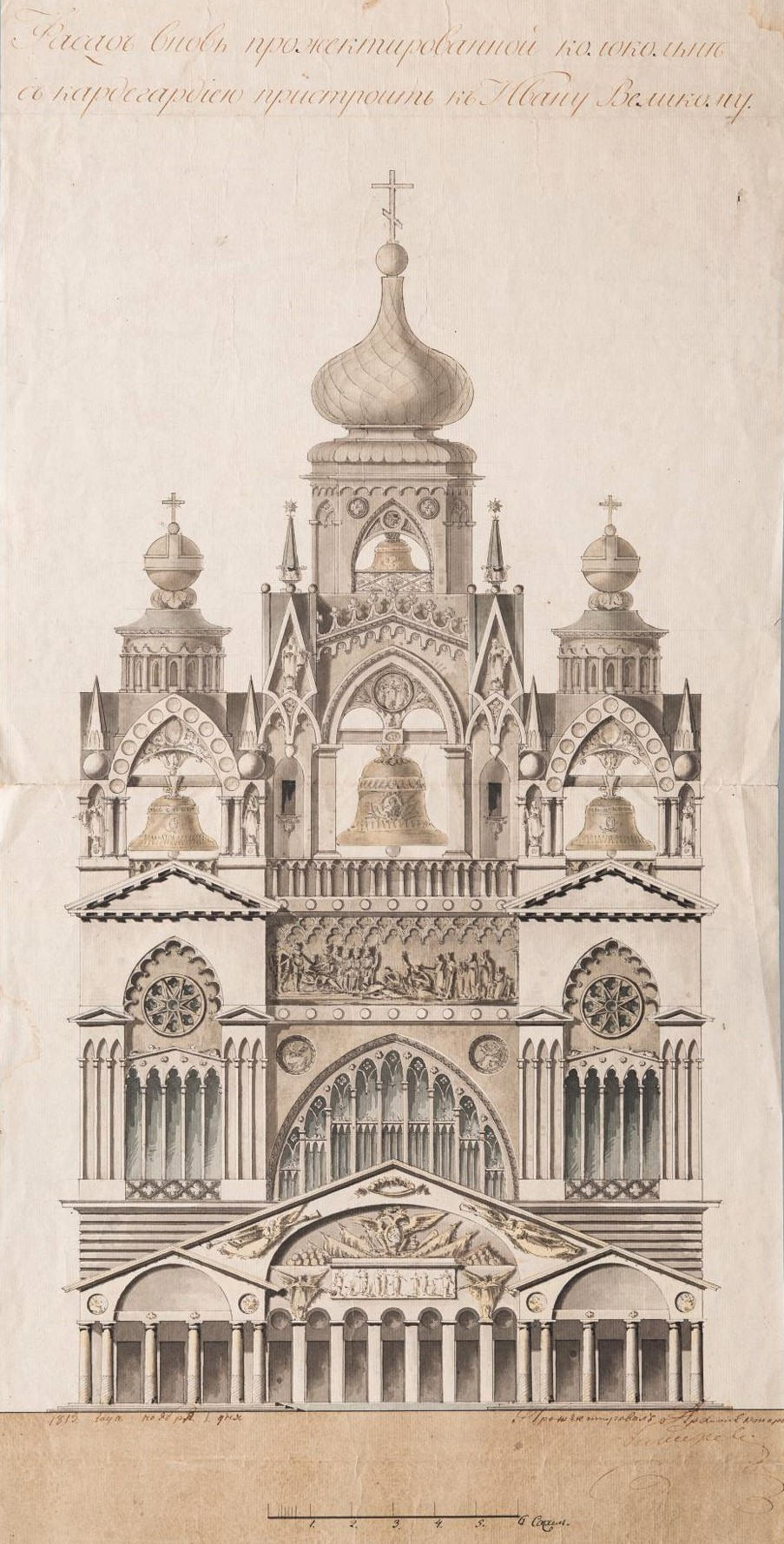
Один из проектов восстановления звонницы с кордегардией, 1813 г.

Во время Отечественной войны 1812 года между Российской империей и наполеоновской Францией солдаты французской армии разграбили Кремль, в том числе колокольню и храм. Во время оккупации Москвы войсками Наполеона в нижнем ярусе колокольни находился штаб генерала Лористона. По приказу Наполеона с колокольни был снят позолоченный железный крест, установленный годом ранее на месте креста конца XVII века (времён царевны Софьи Алексеевны). Французский император собирался поставить его на крыше Дома инвалидов в Париже. Согласно легенде, снимать крест французским войскам мешала стая ворон. Москвичи верили, что пока крест стоит на колокольне, город не будет сдан противнику. Таким образом, его снятие символизировало взятие Москвы.
Во время пожара в Москве 1812 года и минирования Кремля Успенская звонница и Филаретова пристройка были разрушены до основания. Колокольня Ивана Великого устояла, однако на верхнем ярусе образовалась трещина. По воспоминаниям современников, здание выглядело «как сирота».
Существовала легенда, что крест был вывезен французами из Москвы и затоплен в одном из озёр при отступлении. Такая гипотеза неоднократно встречалась в мемуарах французских военных наполеоновской эпохи. На самом деле обломки креста были найдены 5 марта 1813 года синодальным ризничим Зосимой под талым снегом около Успенского собора. Об этом обер-прокурору Синода князю Александру Голицыну 10 марта того же года доложил московский архиепископ Августин (Виноградский). Опровержение информации о вывозе креста из Москвы за подписью «Кремлёвский житель», исходившее от «почтенной духовной особы», было опубликовано в № 1 журнала «Вестник Европы» за 1813 год.
После окончания войны за восстановление зданий взялись архитекторы Экспедиции кремлёвского строения. Восстановлением звонницы и Филаретовой пристройки занимался архитектор швейцарского происхождения Доменико Жилярди по проекту Ивана Еготова и Луиджи Руски. Для отделки отреставрированных зданий использовался белый камень, в верхней части звонниц изменились декоративные элементы. На колокольне был установлен новый восьмиконечный железный крест, покрытый медными позолоченными листами. На верхней перекладине были вырезаны слова «Царь Славы». Палаты в северо-восточной части комплекса, как и построенные Казаковым кордегарии, восстановлены не были. В 1817 году в третьем ярусе звонницы разместили престол снесённой церкви Николы Гостунского. В 1849—1852 годах по проекту Константина Тона у западного фасада звонницы было пристроено крыльцо.
В 1895—1897 годах колокольня Ивана Великого была отреставрирована архитектором Сергеем Родионовым.

### XX век
Вид с колокольни на Москву считался одним из самых впечатляющих и вплоть до 1917 года рекомендовался большинством путеводителей. В начале XX века колокольня привлекала внимание и деятелей искусства. В 1913 году французский писатель Анатоль Франс планировал подняться на неё во время своего визита в Москву, но потом отказался от этой идеи из-за отсутствия лифта. Русский художник-авангардист Аристарх Лентулов изобразил её на своей картине «Звон» («Колокольня Ивана Великого») в 1915 году.
До 1917 года богослужения в церкви Иоанна Лествичника совершались ежедневно. Во время обстрела Кремля в ходе вооружённого восстания в Москве пострадала часть исторических построек. Масштаб повреждений не оценён до сих пор. По воспоминаниям епископа Петропавловского и Камчатского Нестора, колокольня Ивана Великого была повреждена снарядами с восточной и юго-восточной сторон, по стенам было видно много выбоин и пулевых ран.
К 1918 году на территории Московского Кремля проживало более 2000 человек, граждан новой Советской республики, в том числе лично Владимир Ленин. Жилые помещения располагались и на колокольне Ивана Великого.
После Октябрьской революции колокола Ивана Великого последний раз звонили на Пасху и Успение в 1918 году, когда кремлёвские соборы открывали по личной просьбе патриарха Тихона. После этого колокольные звоны были запрещены. Согласно городской легенде, в 1950-е или 1960-е годы кто-то из солдат попытался нарушить этот запрет, после чего языки колоколов приковали.
В первые месяцы Великой Отечественной войны, с июня по сентябрь 1941 года, в помещении Успенской звонницы находился командный пункт Кремлёвского полка. Рядом, внутри Царь-колокола, располагался узел связи.
После войны церковь решили переоборудовать под музей. В Успенской звоннице открылся выставочный зал музея Московского Кремля, где экспонируются произведения искусства из кремлёвских фондов и других известных музеев.
Периоды, когда колокольня была самым высоким зданием Москвы

## Современность

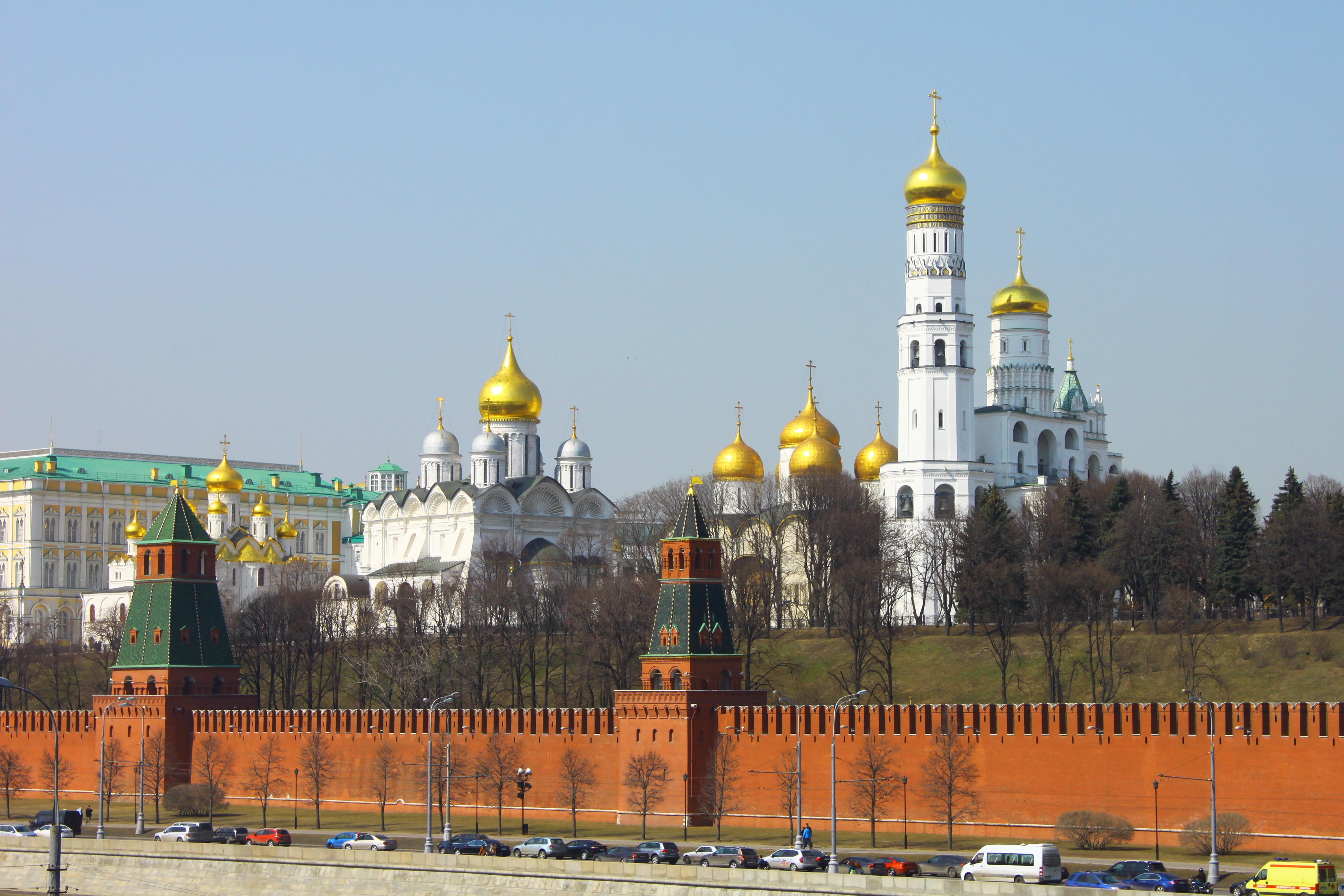
Вид на колокольню с Софийской набережной, 2013

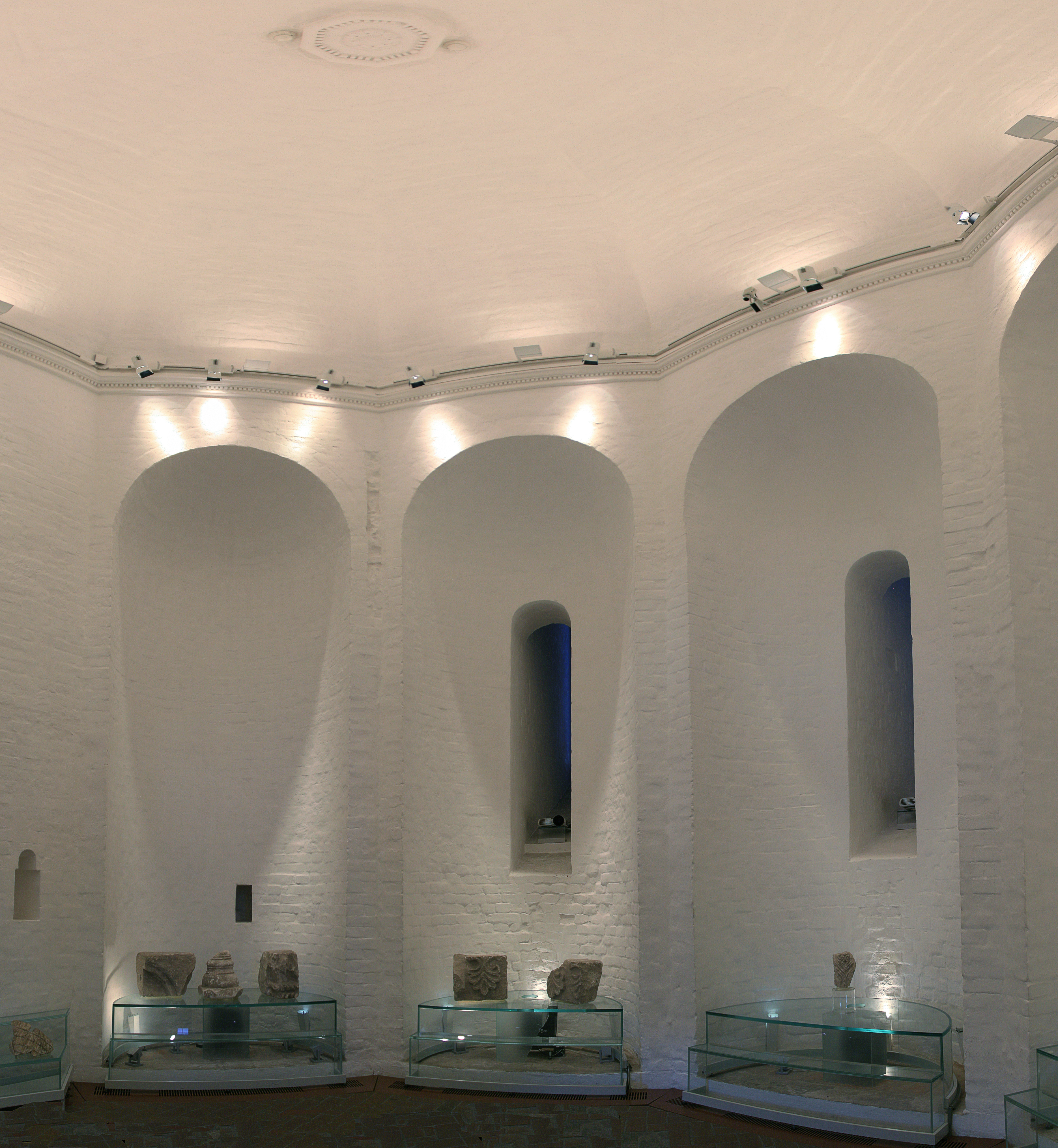
Музейные интерьеры колокольни, 2014

Колокольные звоны в Московском Кремле возобновились на Пасху 1992 года. Колокола к звонам допустили после экспертизы учёных. Сначала их запустили на втором, а потом и на третьем ярусе колокольни. В 1993 году впервые после 1918 года зазвонил крупнейший из колоколов — Успенский, но его используют редко, потому что язык колокола весит около 2 тонн и нуждается в регулировке для сокращения числа звонарей. В настоящее время звоны совершаются во время всех богослужений в соборах Московского Кремля и во время развода кремлёвских караулов.
В 2005—2007 годах была проведена реставрация колокольни. В 2008 году в колокольне начались работы по музеефикации её интерьеров. 18 мая 2009 года в колокольне был открыт Музей истории Московского Кремля и смотровая площадка, что было приурочено к празднованию Международного дня музеев. Второй по высоте звонницей в Москве является Новоспасская, открытая после реставрации в сентябре 2017 года (её высота составляет 80 метров).

## Архитектура
Ансамбль колокольни Ивана Великого принадлежит ансамблям Ивановской и Соборной площадей, разделяя их, и служит композиционным центром всего Кремля.

### Колокольня Ивана Великого
Столп колокольни высотой 81 м (вместе с крестом) сооружён из кирпича с применением белого камня. Фундамент размещён на сплошном поле забитых вплотную друг к другу свай, выше которого находится белокаменный ступенчатый стилобат. Глубина основания колокольни от современной мостовой Соборной площади, — 5,2-5,5 м. В основе композиции колокольни лежит акцентированная ступенчатость: мощные нижние объёмы плавно переходят к меньшим по диаметру и высоте верхним. Подобное ступенчатое построение композиции изредка можно встретить в архитектуре башен над средокрестием соборов Италии (например, в Ломбардии). Лёгкость и стройность композиции подчёркивают открытые аркады ярусов звонов восьмериков, акцентирующие переходы между ярусами. Над восьмигранником третьего яруса находится возведённый в 1600 году цилиндрический барабан главы; в его основании — декор из килевидных кокошников, между которыми поставлены щипцы. Эти два ряда кокошников (поверхности кокошников нижнего ряда позолочены и содержат рисунок в виде золотых звёзд) — аллюзия на распространённое в первой половине XVII века покрытие храмов. Барабан прорезают восемь щелевидных окон, завершённых фронтонами. На карнизе над окнами, на листах из меди, находится храмозданная надпись, выполненная золотыми буквами по синему фону; три её регистра разделены витыми белокаменными валиками (которые тоже изначально были позолочены). Столп завершает луковичная глава из золочёной меди. Сохранилась первоначальная архитектурная обработка колокольни, призванная подчёркивать ярусность композиции; подобный приём можно встретить в итальянских кампанилах (например, при миланской церкви Сан-Готтардо ин Корте). Характерным элементом, заимствованным из романской архитектуры, служит подчёркивающий основание нижнего яруса звона карниз, под которым на кронштейнах помещена аркатура. В декоре карниза классицистические детали (капельки, сухарики) сочетаются с готицизирующими (трёхлопастные арки). Верхние карнизы имеют более упрощённый декор, состоящий из трёхлопастных арок и сухариков. Первоначально стены колокольни были окрашены «под кирпич», в настоящее время побелены.
Из-за большой толщины стен (5 м в нижнем ярусе, 2,5 м в среднем) внутренние помещения колокольни очень малы. Нижний восьмерик разделён на два этажа; в более высоком нижнем располагался храм, верхний был служебным. В плане центральные помещения представляют собой октаконх с экседрами; храмы такого типа получили широкое распространение в архитектуре Ренессанса. Особенностью колокольни Ивана Великого является то, что три стороны западной части восьмерика прямые, экседры там отсутствуют; в северной экседре также отсутствует окно, и храм освещается всего четырьмя окнами. В экседрах нижнего этажа размещались алтарь, дьяконник и жертвенник. Оба помещения нижнего восьмерика перекрыты восьмигранными сводами, прорезанными в центре восьмигранными белокаменными розетками; в основании сводов проходит белокаменный карниз. В толще стен на обоих этажах размещены небольшие камеры с цилиндрическими сводами, прилегающие к центральным помещениям и имеющие одинаковую с ними высоту. Из камеры нижнего этажа начинаются две лестницы: прорезанная в юго-западной грани столпа винтовая ведёт к ярусу звона второго восьмерика; прямая проходит в толще граней северной части столпа и ведёт к гульбищу звона нижнего восьмерика (в случае пожара Кремля лестница, предположительно, предназначалась для подъёма сундуков с казной; с её площадки можно выйти в центральное помещение второго этажа).
Второй, средний восьмерик колокольни существенно уже нижнего (благодаря этому над сводами галереи первого яруса звона находится гульбище) и фактически служит постаментом для расположенного на высоте более 40 м над землёй второго яруса звона. К этому ярусу можно подняться по винтовой лестнице, выступающей внутрь объёма стены (из-за чего свод восьмерика имеет сложные очертания). Деревянное перекрытие, вероятно, первоначально делило средний восьмерик на два этажа; на нижнем этаже (с нишами в человеческий рост, в которые выходят смотровые окна круглой формы) размещалась дозорная служба. Звон второго восьмерика имеет сомкнутый свод, его стены прорезаны арками для размещения колоколов, а в центре размещён каменный столб с ведущей на последний ярус звона винтовой лестницей. Пространство самого верхнего яруса (предназначавшегося для самых мелких, подзвонных колоколов) пустое вплоть до самой главы.

### Успенская звонница
Нынешнее здание звонницы построено в 1814—1815 годах (архитекторы Доменико Жилярди, Луиджи Руска, Иван Еготов) на фундаменте звонницы XVI века, уничтоженной взрывом в 1812 году. Архитекторы стремились сохранить древние формы утраченной звонницы, что обусловило традиционность в решении объёмов нового сооружения. Помимо фундамента, при строительстве были использованы сохранившиеся фрагменты стен старой звонницы (к моменту разрушения которой от здания XVI века сохранялся лишь первый ярус). Остался неизменным общий план вытянутого с севера юг здания, на четырёхъярусном объёме-постаменте которого находится трёхпролётный ярус звона. Декор фасада был насыщен элементами, типичными для первой половины XIX века (характерны готицизирующий фриз из стрельчатых впадин в основании звона на западном фасаде и классические по рисунку раковины над окнами третьего яруса, отсылающие к декоративным формам XVII века). С гладкими, прорезанными арками стенами ярусов звона контрастирует возвышающийся над ними световой барабан. Этот барабан, богато декорированный и увенчанной главой из золочёной меди, по масштабу близок завершению колокольни Ивана Великого. Нижняя гранёная часть барабана украшена своеобразной имитацией аркатурно-колончатого пояса древнерусских церквей — двухъярусным поясом колонок со стрельчатыми арочками. Окна верхней цилиндрической части барабана обрамлены колончатыми наличниками. Ярусы звона поставлены над западной частью основного объёма, так что над его восточной частью было образовано ограждённое парапетом гульбище. Боковые пролёты почти лишённого декора яруса звона имеют плоские перекрытия, а средняя часть раскрывается в полость барабана главы. В третьем ярусе основного объёма до 1918 года размещался престол снесённой в 1817 году церкви Николы Гостунского; за счёт освещённого слуховыми окошечками четвёртого чердачного яруса церковь имела большую высоту, нежели помещения двух нижних этажей. Подкупольное пространство почти во всю высоту раскрывается в боковые помещения арочными проёмами, обрамлёнными архивольтами. Сильно вынесенный карниз отделяет стены от купола. Общая монументальность декора церковного помещения свойственна ампиру. Ярусы звонницы связаны между собой посредством примыкающей к Филаретовой звоннице лестничной клетки. К западному фасаду примыкает высокое открытое крыльцо, построенное по проекту Константина Тона в 1849—1852 годах. Оно имеет более сухой, нежели звонница, декор, образованный ширинками.

### Филаретова пристройка
Здание пристройки возведено в 1814—1815 годах на месте первоначального, утраченного при взрыве в 1812 году здания 1624 года, автором которого был английский зодчий Джон Талер; фрагменты стен этого здания сохранились в первом ярусе. Архитектурная обработка фасадов пристройки напоминает Успенскую звонницу, а характерной чертой является шатровое завершение. Внутренние помещения ярусов пристройки почти одинаковы по объёму и сообщаются с ярусами звонницы, а также с примыкающей к звоннице лестничной клеткой.

## Колокола

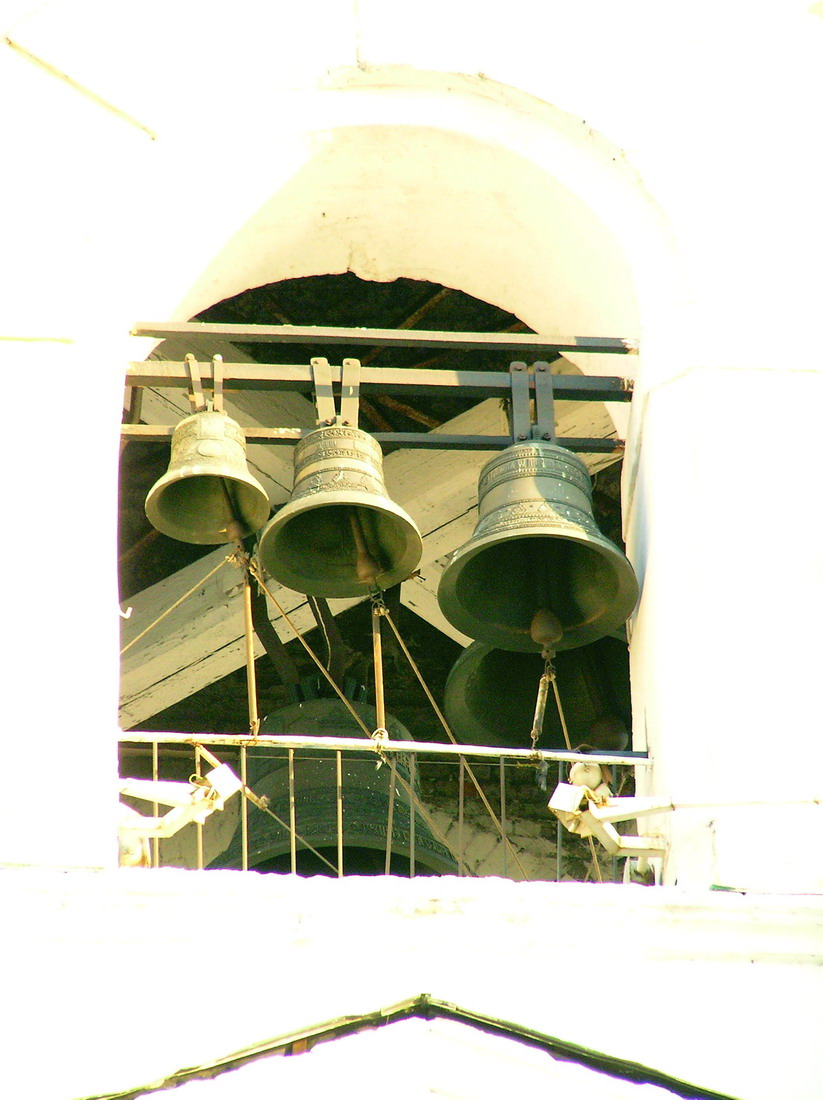
Колокола звонницы, 2005

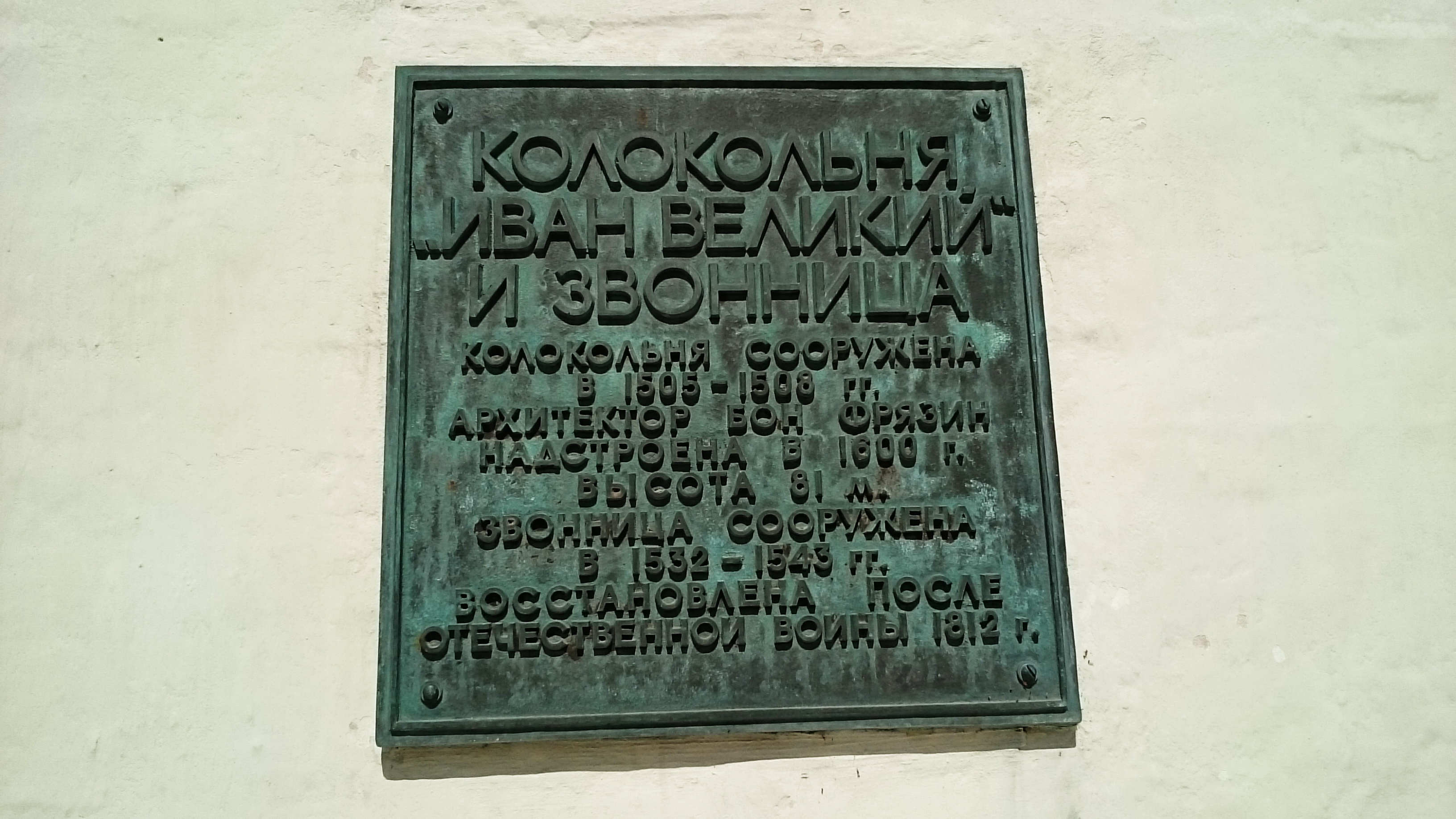
Памятная плита на колокольне. 2016 г.

Всего на колокольне Ивана Великого расположено 34 колокола. Русский учёный, писатель и сенатор XIX века Алексей Малиновский писал о звоне Ивановской колокольни: «Когда звонят во все колокола, то все близкое к звукам их приходит в такое сотрясение, что кажется, будто и земля дрожит». Почти все они были перелиты, но сохранили свои исторические названия. На Успенской звоннице и Филаретовой пристройке действует три колокола.
Основные колокола ансамбля
- Успенский (масса — 65 тонн 320 кг) — второй по величине после Царь-колокола Троицкой лавры. Считается лучшим по тону и звуку. Воссоздан литейщиками Яковом Завьяловым и Русиновым (имя мастера не сохранилось) в 1817—1819 годах из колокола 1760 года весом 58 тонн 165 кг, повреждённого во время взрывов в Кремле в 1812 году[68]. Колокол украшен шестью горельефными портретами членов императорской семьи и рельефными иконами над ними. Имя скульптора осталось неизвестным[69].
- Реут, или Ревун (масса — 32 тонны 760 кг) — изготовлен по указу царя Михаила Фёдоровича в 1622 году мастером Андреем Чоховым, известным как автор Царь-пушки[70]. После взрыва французскими войсками у колокола отвалились уши, но благодаря искусной реставрации его звон не изменился[71]. В 1855 году во время торжественного звона по случаю восхождения на престол Александра II колокол сорвался с перекладины, пробил пять этажей и убил несколько человек. Его подняли и поставили на место[68].
- Великопостный, или Семисотный (масса — 13 тонн 71 кг) — расположен на Филаретовой пристройке. Изготовлен в XVIII веке мастером Иваном Моториным[68], украшен орнаментами в стиле барокко и скульптурными ликами ангелов[69].
- Медведь (масса — 7 тонн 223 кг) — древнейший из сохранившихся до наших дней колоколов. Получил своё название за мощный голос и низкое звучание. Отлит в 1501 году Иваном Алексеевым и перелит в 1775 году Семёном Можжухиным[72].
- Лебедь (масса — 7 тонн 371 кг) — получил название за звон, напоминающий лебединый крик. Впервые отлит в XVI веке, в эпоху княжения Василия III. Перелит Семёном Можжухиным из старого колокола в 1775 году с сохранением прежней формы и надписи[72][15].
- Новгородский (масса — 6 тонн 880 кг) — впервые отлит при Иване Грозном для Новгородского Софийского собора. Затем был перевезён в Москву и перелит мастером Иваном Моториным в эпоху императрицы Анны Иоанновны[72]. На орнаменте колокола изображены апостолы Пётр и Павел, держащие свиток с видом Петропавловской крепости[73].Самый большой колокол на колокольне. 2019 год.

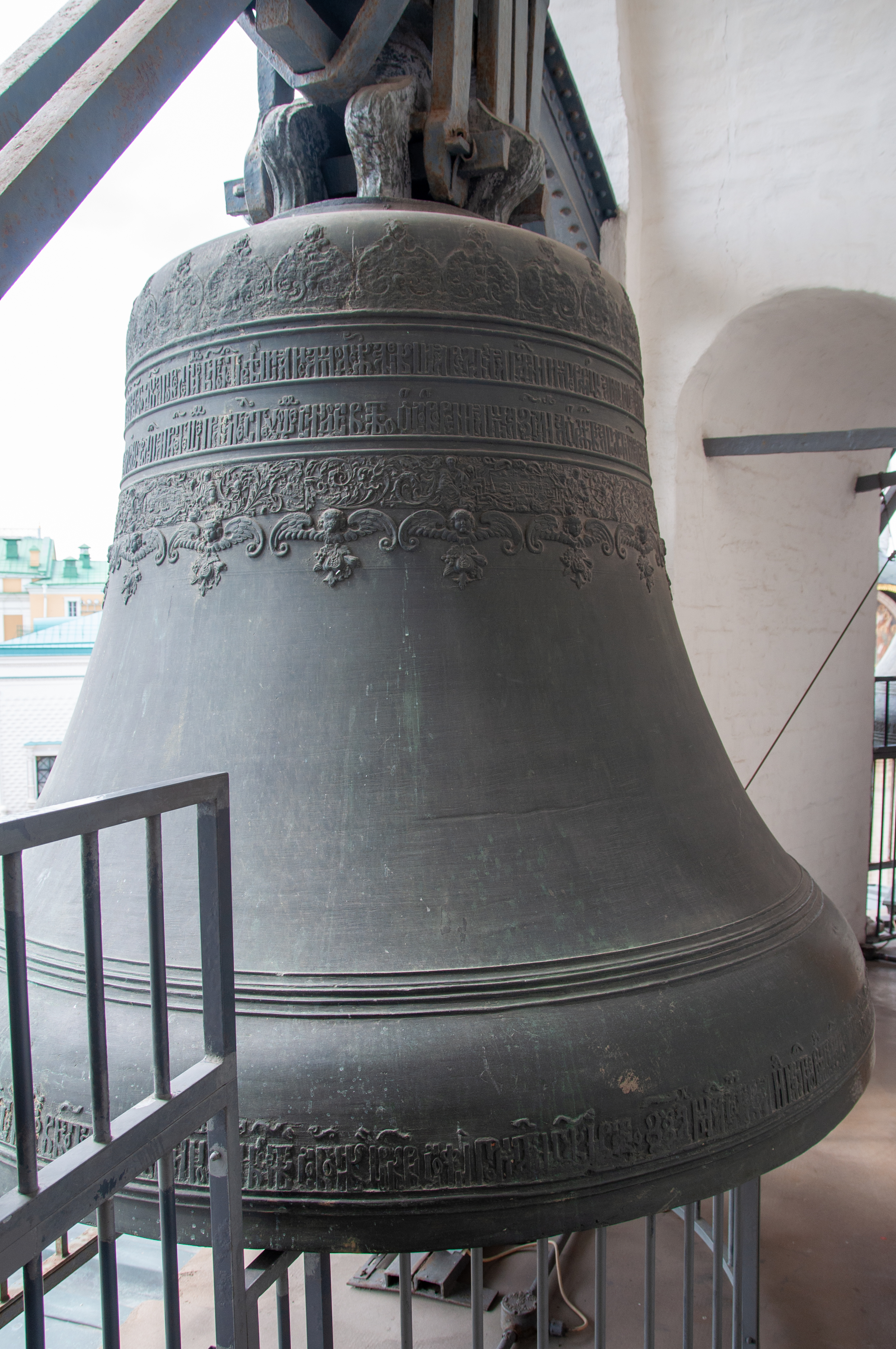
Самый большой колокол на колокольне. 2019 год.

- Широкий (масса — около 5 тонн) — отлит в 1679 году мастерами Василием и Яковом Леонтьевыми[72]. Орнамент колокола напоминает скань[73].
- Cлободской (масса — чуть более 5 тонн[72]) — отлит в 1641 году, автор неизвестен[73].
- Ростовский (масса — 3 тонны 276 кг[72]) — отлит в 1687 году. Изначально предназначался для Белогостицкого монастыря под Ростовом. Украшен изображениями крылатых существ, надпись на колоколе свидетельствует об одновременном царствовании трёх русских правителей — царей Ивана V и Петра I и царевны Софьи[73].

Колокола второго яруса
- Корсунский — 1554 года, мастер Нестор Псковитинов, привезён из Херсона.
- Немчин — 1550 года, изготовлен европейским мастером и привезён в период Ливонской войны.
- Новый Успенский — 1679 года, мастер Фёдор Моторин.
- Даниловский — 1678 года, мастер Фёдор Моторин, изначально отлит для собора Живоначальной Троицы Свято-Троицкого Данилова монастыря в Переславле-Залесском.
- Ляпуновский — 1698 года, мастер — стольник Андрей Ляпунов.
- Марьинский — 1668 года, отлит в память о боярской чете Бориса и Марии Морозовых.
- Глухой — 1621 года, мастера Андрей Чохов и Игнатий Максимов.
- Первый безымянный — XVI века, авторство иногда приписывается Нестору Псковитинову.
- Второй безымянный — 1687 года, мастер Филипп Андреев[74].
- Архангельский (XVII век) и безымянный колокол (предположительно XVIII век) — не участвуют в звонах[74].

Третий ярус образуют колокола XVII века меньшего размера: Родионовский (1647 год), колокол авторства Андрея Чохова (1621 год) и колокол авторства Филиппа Андреева (1687 год).

## В нумизматике и филателии

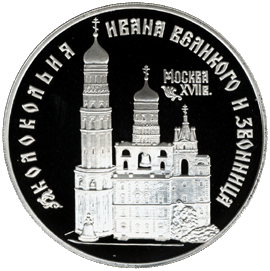
Колокольня Ивана Великого и звонница. Монета Банка России — Серия: «Памятники архитектуры России», 3 рубля, серебро, 1993 год
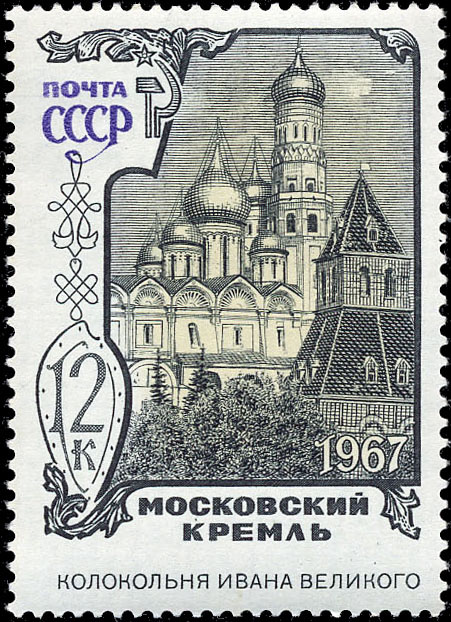
Почтовая марка, 1967 год
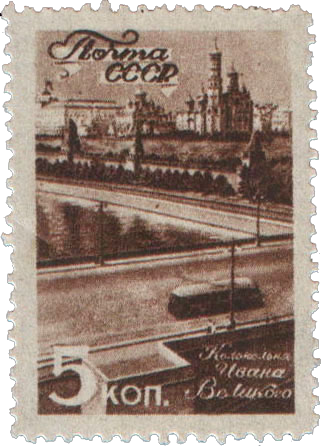
Почтовая марка, 1946 год. Серия «Виды Москвы»: Колокольня Ивана Великого.